# Pareuxoa meditata
Pareuxoa meditata là một loài bướm đêm thuộc họ Noctuidae. Nó được tìm thấy ở vùng Magallanes và Antartica Chilena của Chile và Neuquén in Argentina.
Sải cánh dài 35–36 mm. Con trưởng thành bay từ tháng 11 đến tháng 1.